# Svédország az 1960. évi téli olimpiai játékokon
Svédország az egyesült államokbeli Squaw Valleyben megrendezett 1960. évi téli olimpiai játékok egyik részt vevő nemzete volt. Az országot az olimpián 6 sportágban 47 sportoló képviselte, akik összesen 7 érmet szereztek.

## Érmesek
| Érem  | Versenyző                                               | Sportág        | Versenyszám                  |
| ----- | ------------------------------------------------------- | -------------- | ---------------------------- |
| Arany | Klas Lestander                                          | Biatlon        | Férfi 20 km egyéni indításos |
| Arany | Sixten Jernberg                                         | Sífutás        | Férfi 30 km                  |
| Arany | Irma Johansson Britt Strandberg Sonja Edström-Ruthström | Sífutás        | Női 3 × 5 km váltó           |
| Ezüst | Sixten Jernberg                                         | Sífutás        | Férfi 15 km                  |
| Ezüst | Rolf Rämgård                                            | Sífutás        | Férfi 30 km                  |
| Bronz | Kjell Bäckman                                           | Gyorskorcsolya | Férfi 10 000 m               |
| Bronz | Rolf Rämgård                                            | Sífutás        | Férfi 50 km                  |

## Biatlon
| Versenyző      | Lövőhiba | Időeredmény | Helyezés |
| -------------- | -------- | ----------- | -------- |
| Sven Agge      | 9        | 1:48:21,7   | 16.      |
| Klas Lestander | 0        | 1:33:21,6   |          |
| Tage Lundin    | 6        | 1:45:56,3   | 12.      |
| Adolf Wiklund  | 12       | 1:54:07,8   | 19.      |

## Északi összetett
| Versenyző      | Síugrás  | Síugrás  | Síugrás  | Síugrás  | Síugrás  | Síugrás  | Síugrás | Síugrás | Sífutás   | Sífutás | Sífutás | Összesítés | Összesítés |
| Versenyző      | 1. ugrás | 1. ugrás | 2. ugrás | 2. ugrás | 3. ugrás | 3. ugrás | Össz.   | Össz.   | Sífutás   | Sífutás | Sífutás | Összesítés | Összesítés |
| Versenyző      | Távolság | Pont     | Távolság | Pont     | Távolság | Pont     | Pont    | Hely.   | Idő       | Pont    | Hely.   | Pont       | Helyezés   |
| -------------- | -------- | -------- | -------- | -------- | -------- | -------- | ------- | ------- | --------- | ------- | ------- | ---------- | ---------- |
| Lars Dahlqvist | 54,0     | (95,5)   | 59,5     | 98,0     | 63,5     | 103,5    | 201,5   | 20.     | 59:46,0   | 235,032 | 7.      | 436,532    | 8.         |
| Bengt Eriksson | 59,0     | (103,0)  | 63,5     | 106,0    | 64,0     | 107,0    | 213,0   | 8.      | 1:03:27,9 | 220,710 | 19.     | 433,710    | 10.        |

## Gyorskorcsolya
Férfi
| Versenyző        | Versenyszám | Eredmény | Helyezés |
| ---------------- | ----------- | -------- | -------- |
| Kjell Bäckman    | 5000 m      | 8:16,0   | 12.      |
| Kjell Bäckman    | 10 000 m    | 16:14,2  |          |
| Per-Olof Brogren | 500 m       | 42,7     | 26.      |
| Per-Olof Brogren | 1500 m      | 2:13,1   | 5.*      |
| Olle Dahlberg    | 500 m       | 43,1     | 30.*     |
| Olle Dahlberg    | 1500 m      | 2:18,3   | 18.*     |
| Olle Dahlberg    | 5000 m      | 8:17,0   | 13.      |
| Olle Dahlberg    | 10 000 m    | 16:34,6  | 7.       |
| Bo Karenus       | 1500 m      | 2:21,1   | 28.      |
| Ivar Nilsson     | 5000 m      | 8:09,1   | 7.*      |
| Ivar Nilsson     | 10 000 m    | 16:26,0  | 4.       |
| Gunnar Sjölin    | 500 m       | 43,4     | 33.*     |
| Gunnar Sjölin    | 1500 m      | 2:16,5   | 15.*     |
| Hans Wilhelmsson | 500 m       | 40,5     | 4.       |

Női
| Versenyző                    | Versenyszám | Eredmény      | Helyezés      |
| ---------------------------- | ----------- | ------------- | ------------- |
| Elsa Einarsson               | 500 m       | nem ért célba | nem ért célba |
| Elsa Einarsson               | 1000 m      | 1:38,0        | 12.           |
| Elsa Einarsson               | 1500 m      | 2:32,9        | 9.            |
| Elsa Einarsson               | 3000 m      | 5:32,2        | 11.           |
| Christina Lindblom-Scherling | 500 m       | 48,7          | 15.           |
| Christina Lindblom-Scherling | 1000 m      | 1:37,5        | 11.           |
| Christina Lindblom-Scherling | 1500 m      | 2:31,5        | 7.            |
| Christina Lindblom-Scherling | 3000 m      | 5:25,5        | 5.            |

* - egy másik versenyzővel azonos eredményt ért el

## Jégkorong
| Svéd férfi jégkorongcsapat-játékoskeret                                                      | Svéd férfi jégkorongcsapat-játékoskeret                                                                            | Svéd férfi jégkorongcsapat-játékoskeret                                        |
| -------------------------------------------------------------------------------------------- | --- | ------------------------------------------------------------------------------ |
| - Anders Andersson - Lars Björn - Gert Blomé - Sigurd Bröms - Einar Granath - Sven Johansson | - Bengt Lindqvist - Lars-Eric Lundvall - Nils Nilsson - Bert-Ola Nordlander - Carl-Göran Öberg - Ronald Pettersson | - Ulf Sterner - Roland Stoltz - Hans Svedberg - Kjell Svensson - Sune Wretling |

### Eredmények
Csoportkör
A csoport
| Csapat     | M | Gy | D | V | G+ | G– | Gk  | P |
| ---------- | - | -- | - | - | -- | -- | --- | - |
| Kanada     | 2 | 2  | 0 | 0 | 24 | 3  | +21 | 4 |
| Svédország | 2 | 1  | 0 | 1 | 21 | 5  | +16 | 2 |
| Japán      | 2 | 0  | 0 | 2 | 1  | 38 | –37 | 0 |

| 1960. február 19. | Kanada (CAN) | 5 – 2 (2–1, 1–1, 2–0) | Svédország | Squaw Valley |

|  |  |  |  |  |
|  |  |  |  |  |
|  |  |  |  |  |
|  |  |  |  |  |

| 1960. február 21. | Svédország (SWE) | 19 – 0 (8–0, 5–0, 6–0) | Japán | Squaw Valley |

|  |  |  |  |  |
|  |  |  |  |  |
|  |  |  |  |  |
|  |  |  |  |  |

Döntő csoportkör
| 1960. február 22. | Egyesült Államok (USA) | 6 – 3 (4–0, 1–2, 1–1) | Svédország | Squaw Valley |

|  |  |  |  |  |
|  |  |  |  |  |
|  |  |  |  |  |
|  |  |  |  |  |

| 1960. február 24. | Szovjetunió (URS) | 2 – 2 (0–0, 0–0, 2–2) | Svédország | Squaw Valley |

|  |  |  |  |  |
|  |  |  |  |  |
|  |  |  |  |  |
|  |  |  |  |  |

| 1960. február 25. | Csehszlovákia (TCH) | 3 – 1 (3–0, 0–1, 0–0) | Svédország | Squaw Valley |

|  |  |  |  |  |
|  |  |  |  |  |
|  |  |  |  |  |
|  |  |  |  |  |

| 1960. február 27. | Kanada (CAN) | 6 – 5 (1–4, 1–0, 4–1) | Svédország | Squaw Valley |

|  |  |  |  |  |
|  |  |  |  |  |
|  |  |  |  |  |
|  |  |  |  |  |

| 1960. február 28. | Svédország (SWE) | 8 – 2 (2–0, 2–2, 4–0) | Egyesült Német Csapat | Squaw Valley |

|  |  |  |  |  |
|  |  |  |  |  |
|  |  |  |  |  |
|  |  |  |  |  |

Végeredmény
| Csapat                | M | Gy | D | V | G+ | G– | Gk  | P  |
| --------------------- | - | -- | - | - | -- | -- | --- | -- |
| Egyesült Államok      | 5 | 5  | 0 | 0 | 29 | 11 | +18 | 10 |
| Kanada                | 5 | 4  | 0 | 1 | 31 | 12 | +19 | 8  |
| Szovjetunió           | 5 | 2  | 1 | 2 | 24 | 19 | +5  | 5  |
| Csehszlovákia         | 5 | 2  | 0 | 3 | 21 | 23 | –2  | 4  |
| Svédország            | 5 | 1  | 1 | 3 | 19 | 19 | 0   | 3  |
| Egyesült Német Csapat | 5 | 0  | 0 | 5 | 5  | 45 | –40 | 0  |

| Csapat     | Helyezés |
| ---------- | -------- |
| Svédország | 5.       |

## Sífutás
Férfi
| Versenyző                                                    | Versenyszám     | Eredmény  | Helyezés |
| ------------------------------------------------------------ | --------------- | --------- | -------- |
| Allan Andersson                                              | 30 km           | 1:57:09,9 | 13.      |
| Sixten Jernberg                                              | 15 km           | 51:58,6   |          |
| Sixten Jernberg                                              | 30 km           | 1:51:03,9 |          |
| Sixten Jernberg                                              | 50 km           | 3:05:18,0 | 5.       |
| Lennart Larsson                                              | 30 km           | 1:53:53,2 | 5.       |
| Lennart Larsson                                              | 50 km           | 3:03:27,9 | 4.       |
| Per-Erik Larsson                                             | 15 km           | 53:49,8   | 17.      |
| Rolf Rämgård                                                 | 15 km           | 52:47,3   | 8.       |
| Rolf Rämgård                                                 | 30 km           | 1:51:16,9 |          |
| Rolf Rämgård                                                 | 50 km           | 3:02:46,7 |          |
| Assar Rönnlund                                               | 50 km           | 3:09:46,6 | 12.      |
| Janne Stefansson                                             | 15 km           | 52:41,0   | 7.       |
| Lars Olsson Janne Stefansson Lennart Larsson Sixten Jernberg | 4 × 10 km váltó | 2:21:31,8 | 4.       |

Női
| Versenyző                                               | Versenyszám    | Eredmény  | Helyezés |
| ------------------------------------------------------- | -------------- | --------- | -------- |
| Irma Johansson                                          | 10 km          | 41:08,3   | 8.       |
| Barbro Martinsson                                       | 10 km          | 41:06,2   | 7.       |
| Sonja Edström-Ruthström                                 | 10 km          | 40:35,5   | 5.       |
| Britt Strandberg                                        | 10 km          | 42:06,8   | 10.      |
| Irma Johansson Britt Strandberg Sonja Edström-Ruthström | 3 × 5 km váltó | 1:04:21,4 |          |

## Síugrás
| Versenyző       | 1. ugrás | 1. ugrás | 1. ugrás | 2. ugrás | 2. ugrás | 2. ugrás | Összesítés | Összesítés |
| Versenyző       | Távolság | Pont     | Hely.    | Távolság | Pont     | Hely.    | Pont       | Helyezés   |
| --------------- | -------- | -------- | -------- | -------- | -------- | -------- | ---------- | ---------- |
| Inge Lindqvist  | 79,5     | 90,4     | 36.      | 79,0     | 99,7     | 26.      | 190,1      | 29.        |
| Kjell Sjöberg   | 78,5     | 94,1     | 31.      | 46,0     | 33,8~    | 45.      | 127,9      | 45.        |
| Bengt Eriksson  | 83,5     | 99,6     | 23.      | 78,0     | 102,4    | 18.      | 202,0      | 19.        |
| Rolf Strandberg | 86,5     | 100,0    | 20.      | 81,0     | 104,8    | 11.      | 204,8      | 18.        |

* - egy másik versenyzővel azonos eredményt ért el

~ - az ugrás során elesett